# Elvy Lissiak
Elvy Lissiak, (nom de naissance : Elvira Lissiach) née à Trieste le 19 juillet 1929 et morte à Rome le 25 février 1996 est une actrice italienne.

## Biographie
Elvy Lissiak est née à Trieste en 1929. En 1949 elle est remarquée par le réalisateur Luciano Emmer qui la choisit pour interpréter le rôle de Luciana dans Dimanche d'août. Ce rôle lui ouvre la porte dans le cinéma et lui permet de tourner deux films d'aventure L'Épervier du Nil et Le Prince pirate aux côtés de Vittorio Gassman, qui devient son compagnon.
Après avoir travaillé au théâtre de revue aux côtés d'Ugo Tognazzi, Elvy Lissiak récite au théâtre aux côtés de Gassman dans Peer Gynt (1950) et Detective Story (1951), sous la direction de Luigi Squarzina.
En 1952, elle rompt d'avec Vittorio Gassman, épouse l'acteur Franco Castellani et quitte progressivement la scène au début des années 1960.

## Filmographie partielle
- 1949 : Dimanche d'août (Domenica d'agosto), réalisation de Luciano Emmer
- 1950 : L'Épervier du Nil (Lo sparviero del Nilo), réalisation de Giacomo Gentilomo.
- 1950 : Le Prince pirate (Il leone di Amalfi), réalisation de Pietro Francisci.
- 1950 : Totò cherche une épouse (Totò cerca moglie) de Carlo Ludovico Bragaglia
- 1951 : Trieste mia!, réalisation de Mario Costa
- 1953 : L'Injuste Condamnation, réalisation de Giulio Masini
- 1953 : La nave delle donne maledette, réalisation de Raffaello Matarazzo (1953)
- 1960 : Ça s'est passé à Rome ( La giornata balorda) réalisation de Mauro Bolognini.
- 1960 : Labbra Rosse, réalisation de Giuseppe Bennati
- 1961 : I due marescialli, réalisation de Sergio Corbucci.
- 1962 : Lo smemorato di Collegno, réalisation de Sergio Corbucci
- 1962 : Lo sparviero dei Caraibi, réalisation de Paolo Regnoli